# 626

626(육백이십육)은 625보다 크고 627보다 작은 자연수다.

## 수학
- 합성수로, 그 약수는 1, 2, 313, 626이다. 진약수의 합은 316이므로, 626은 부족수다.
  - 191번째 반소수다. 앞의 반소수는 623, 다음 반소수는 629다.
- 51번째 불가촉수다. 앞의 불가촉수는 624, 다음은 628이다.
- 회문수다.
- {\displaystyle 5^{8}-1}은 626으로 나누어떨어진다.

## 과학
- NGC 626(영어판): 조각가자리 방향에 있는 막대나선은하.
- 626 노트부르가(영어판): 소행성.

## 교통

### 항공
- 예메니아 항공 626편 추락 사고

### 철도
- 서울 지하철 6호선 공덕역의 역번호.

## 군사
- U-626(영어판): 제2차 세계 대전에 사용된 나치 독일의 군용 잠수함.

## 문화유산
- 대한민국의 보물 제626호: 황남대총 북분 금제 고배

## 작품
- K. 626: 《모차르트 레퀴엠》의 쾨헬 번호.

## 기타
- 날짜: 6월 26일
  - 6·26 국민평화대행진 (1987년)
- 연도: 626년, 기원전 626년